# Табебуйя золотистая
Табебуйя золотистая (лат. Tabebuia aurea) — вид растений рода Табебуйя (Tabebuia) семейства Бигнониевые (Bignoniaceae).

## Ботаническое описание
Дерево высотой не менее 16 м, веточки часто толстые и опробковевшие, от почти вальковатых до почти четырёхгранных, чешуйчатые. Листья пальчато-5—7-листные, листочки от продолговато-эллиптических до узко-продолговато-ланцетных, на верхушке округлые или выемчатые, при основании от округлых до почти сердцевидных, до 13 см длиной, 9,5 см шириной, боковые листочки мельче, цельнокрайные, кожистые, чешуйчатые, сверху и снизу голые, при высыхании светло-оливковые; черешки листочков до 5 см длиной, основной черешок до 14 см длиной, чешуйчатый.
Соцветие — крупная верхушечная метёлка, её ветви густо чешуйчатые. Чашечка колокольчатая, неправильно-двугубая, 8—16 мм длиной, 17—10 мм шириной, густо-чешуйчатая, иногда также с разбросанными пластинчатыми железками. Венчик жёлтый, трубчато-воронковидный, 5,5—9 см длиной, 1,2—2,5 см шириной у устья трубки, трубка 4,2—6,6 см длиной, доли венчика 1,2—2,2 см длиной, снаружи голые, по краю реснитчатые, дно трубки с прижатыми сосочками, опушённое волосками около 0,1 мм длиной на уровне прикрепления тычинок. Тычинки двусильные, теки пыльников расщеплённые, 4 мм длиной. Пестик 2,9—3,2 см длиной, завязь линейно-продолговатая, 4 мм длиной, 1 мм шириной, густо-чешуйчатая, семязачатки в каждом гнезде двурядные; диск мозолистый, длиной 1 мм, шириной 3 мм. Плод — продолговатая коробочка, суженная на каждом конце, сероватая, густо-чешуйчатая, 8,5—15 см длиной, 1,7—3 см шириной; семена тонкие, двусторонние, крупные, около 2 см длиной, 4,5—5,5 см шириной, крылья на концах прозрачно-плёнчатые, у основания неравномерно буроватые, не резко дифференцированы от семени. Цветение и плодоношение весной и летом.

## Распространение и экология
Естественный ареал этого вида охватывает Южную Америку — от Перу до Бразилии и севера Аргентины. В природе это дерево произрастает в основном в сезонно засушливых тропических биомах. Характерный элемент бразильского серрадо, также встречающийся в сезонно засушливых лесах и саваннах к югу от севера Аргентины, к западу от Боливии и разрозненно в саваннах южного Суринама. На высотах от уровня моря до 1500 м.

## Синонимы
- Bignonia aurea Silva Manso (1836)basionym
- Bignonia squamellulosa DC. (1845), pro syn.
- Couralia caraiba (Mart.) Corr.Méllo ex Stellfeld (1952)
- Gelseminum caraiba (Mart.) Kuntze (1898)
- Handroanthus caraiba (Mart.) Mattos (1970)
- Handroanthus leucophloeus (Mart. ex DC.) Mattos (1970)
- Tabebuia argentea (Bureau & K.Schum.) Britton (1925) — Табебуйя серебристая
- Tabebuia caraiba (Mart.) Bureau (1894)
- Tabebuia suberosa Rusby (1927)
- Tecoma argentea Bureau & K.Schum. (1897)
- Tecoma aurea (Silva Manso) DC. (1845)
- Tecoma caraiba Mart. (1841)
- Tecoma leucophlaeos Mart. ex DC. (1845)
- Tecoma squamellulosa DC. (1845)
- Tecoma trichocalycina DC. (1845)